# František Skladaný
František Skladaný (* 22. dubna 1982 v Martině) je bývalý slovenský hokejový útočník.

## Hráčská kariéra
S profesionálním hokejem začínal v rodném městě, za tým MHC Mountfield Martin, kde rovněž debutoval ve slovenské nejvyšší soutěži v ročníku 1998/99, za který odehrál pouhý jeden zápas. V týmu hrával i v následující sezóně 1999/2000, ale MHC Martin sestoupil do nižší ligy ale o další rok později s 16 zápasech pomohl opět týmu postoupit do nejvyšší ligy. V létě 2001 byl draftován v 5. kole, celkově 143. týmem Colorado Avalanche.
Po draftu odešel do zámoří, nejprve hrával v juniorské lize NCAA za klub Boston University, kde setrval 4 sezóny (2000/04) a v sezónách 2002/03 a 2003/04 se stal nejlepší nahrávač v týmu (s 21 asistencemi v obou sezónách) a v poslední sezóně 2003/04 se stal nejlepším hráčem v týmu s 35 bodech. V sezóně 2003/04 stihl odehrál pět zápasů v lize AHL za tým Hershey Bears a v další sezóně odehrál v týmu 15 zápasů, ve kterých si připsal dvě trestné minuty. V poslední sezóně v zámoří (2005/06) hrával v týmu Lowell Lock Monsters, ve kterém odehrál 52 zápasů a vstřelil svůj první gól v lize AHL a v nižší lize ECHL odehrál 9 zápasů za San Diego Gulls, ve kterém nasbíral 5 bodů.
7. září 2006 podepsal smlouvu s týmem HC Energie Karlovy Vary na jeden rok. První zápas v Karlových Varech odehrál proti týmu Bílí Tygři Liberec, ve kterém vyhráli 3:1. Klubu pomohl v sezóně 2007/2008 se dostat do finále playoff ale podlehli týmu HC Slavia Praha, prohráli 3:4 na zápasy. V sezóně 2008/09 pomohl vybojovat titul mistra české extraligy a stal se nejlepším střelcem týmu v playoff. V sezóně 2009/10 se mu moc nedařilo v 35 zápasech nasbíral 12 bodů a byl poslán do nižší ligy, do týmu KLH Chomutov, se kterým podepsal smlouvu do konce sezóny, odehrál jenom dva zápasy proti týmu HC Olomouc a HC Slovan Ústečtí Lvi v nichž si připsal jednu asistenci. Poté se vrátil zpět do Karlových Varů, za které dohrál sezónu.
Před začátkem sezóny 2010/11 byl propuštěn z kádru a musel si hledat nové angažmá, ve Varech zůstal a tým mu povolil trénovat s juniory, později ho povolal zpátky do kádru. V ročníku vynechal jen jeden zápas v základní části a v 51 zápasech nasbíral 27 kanadských bodů, tím překonal svůj osobní rekord a v playoff odehrál všech pět zápasů. 23. dubna 2011 prodloužil smlouvu s týmem Energie na jeden rok. Za Energii hrával do konce sezóny 2011/12, jelikož klub se nedostal do playoff ale nýbrž do vyřazovací části play-out, se vedení rozhodlo neprodloužit smlouvu a musel si tak hledat nové angažmá. Vrátil se domu na Slovensko, kde tu dobu trénoval. 14. září 2012 se vrátil zpět do klubu HC Energie Karlovy Vary, jelikož klub měl rozsáhlou marodku. S klubem se dohodl na měsíční smlouvě. Po uplynutí měsíce se s klubem dohodl na jednoleté smlouvě, za skvělé výkony v týmu vytvořili lajnu Pohl - Skladaný - Doležal. 19. ledna 2016 přestoupil do HC Olomouc.
V Olomouckém klubu působil do sezony 2019/20. 18. srpna 2020 podepsal smlouvu se slovenským klubem HK Dukla Trenčín, zároveň bude působit ve funkcionářské pozici působit v týmu Vlci Žilina. V Dukelském dresu se však neobjevil, hrál pouze v nižší soutěži za Žilinu.

## Prvenství
- Debut v ČHL - 8. září 2006 (HC Energie Karlovy Vary proti Bílí Tygři Liberec)
- První gól v ČHL - 22. září 2006 (HC Energie Karlovy Vary proti HC Rabat Kladno, českému brankáři Zdeněk Orct)[10]
- První asistence v ČHL - 12. září 2006 (HC Energie Karlovy Vary proti Vsetínská hokejová)

## Klubové statistiky
| Sezóna       | Klub                       | Soutěž       |     | Základní část | Základní část | Základní část | Základní část | Základní část |    | Play off | Play off | Play off | Play off | Play off |
| Sezóna       | Klub                       | Soutěž       | Z   | G             | A             | B             | TM            | Z             | G  | A        | B        | TM       |          |          |
| 1995/1996    | Martinskeho hokeja club 20 | SHL-20       | 8   | 2             | 1             | 3             | 2             | —             | —  | —        | —        | —        |          |          |
| 1996/1997    | Martinskeho hokeja club 20 | SHL-20       | 46  | 29            | 28            | 57            | 18            | —             | —  | —        | —        | —        |          |          |
| 1997/1998    | Martinskeho hokeja club 20 | SHL-20       | 53  | 46            | 37            | 83            | 18            | —             | —  | —        | —        | —        |          |          |
| 1998/1999    | Martinskeho hokeja club 20 | SHL-20       | 10  | 2             | 4             | 6             | 4             | —             | —  | —        | —        | —        |          |          |
| 1998/1999    | Martinskeho hokeja club    | SHL          | 1   | 0             | 0             | 0             | 0             | —             | —  | —        | —        | —        |          |          |
| 1999/2000    | Martinskeho hokeja club    | SHL-20       | 3   | 2             | 3             | 5             | 0             | —             | —  | —        | —        | —        |          |          |
| 1999/2000    | Martinskeho hokeja club    | 1.SHL        | 16  | 3             | 7             | 10            | 2             | —             | —  | —        | —        | —        |          |          |
| 2000/2001    | Boston University          | NCAA         | 35  | 4             | 5             | 9             | 4             | —             | —  | —        | —        | —        |          |          |
| 2001/2002    | Boston University          | NCAA         | 33  | 13            | 13            | 26            | 23            | —             | —  | —        | —        | —        |          |          |
| 2002/2003    | Boston University          | NCAA         | 41  | 14            | 21            | 35            | 34            | —             | —  | —        | —        | —        |          |          |
| 2003/2004    | Boston University          | NCAA         | 37  | 3             | 21            | 24            | 16            | —             | —  | —        | —        | —        |          |          |
| 2003/2004    | Hershey Bears              | AHL          | 5   | 0             | 0             | 0             | 0             | —             | —  | —        | —        | —        |          |          |
| 2004/2005    | Hershey Bears              | AHL          | 15  | 0             | 0             | 0             | 2             | —             | —  | —        | —        | —        |          |          |
| 2004/2005    | Quad City Mallards         | UHL          | 50  | 9             | 11            | 20            | 33            | 7             | 1  | 1        | 2        | 4        |          |          |
| 2005/2006    | San Diego Gulls            | ECHL         | 9   | 2             | 3             | 5             | 6             | —             | —  | —        | —        | —        |          |          |
| 2005/2006    | Lowell Lock Monsters       | AHL          | 52  | 1             | 10            | 11            | 28            | —             | —  | —        | —        | —        |          |          |
| 2006/2007    | HC Energie Karlovy Vary    | ČHL          | 52  | 11            | 12            | 23            | 34            | 3             | 0  | 1        | 1        | 14       |          |          |
| 2007/2008    | HC Energie Karlovy Vary    | ČHL          | 52  | 9             | 8             | 17            | 24            | 17            | 1  | 2        | 3        | 16       |          |          |
| 2008/2009    | HC Energie Karlovy Vary    | ČHL          | 52  | 5             | 16            | 21            | 20            | 16            | 8  | 3        | 11       | 12       |          |          |
| 2009/2010    | HC Energie Karlovy Vary    | ČHL          | 35  | 6             | 6             | 12            | 16            | —             | —  | —        | —        | —        |          |          |
| 2009/2010    | KLH Chomutov               | 1.ČHL        | 2   | 0             | 1             | 1             | 0             | —             | —  | —        | —        | —        |          |          |
| 2010/2011    | HC Energie Karlovy Vary    | ČHL          | 51  | 12            | 15            | 27            | 16            | 5             | 2  | 0        | 2        | 0        |          |          |
| 2011/2012    | HC Energie Karlovy Vary    | ČHL          | 45  | 6             | 17            | 23            | 16            | —             | —  | —        | —        | —        |          |          |
| 2012/2013    | HC Energie Karlovy Vary    | ČHL          | 52  | 7             | 8             | 15            | 18            | —             | —  | —        | —        | —        |          |          |
| 2013/2014    | Buran Voroněž              | VHL          | 48  | 10            | 10            | 20            | 22            | 11            | 2  | 2        | 4        | 2        |          |          |
| 2014/2015    | Buran Voroněž              | VHL          | 50  | 16            | 13            | 29            | 16            | 6             | 0  | 2        | 2        | 2        |          |          |
| 2015/2016    | HK Něman Grodno            | BHL          | 3   | 2             | 1             | 3             | 0             | —             | —  | —        | —        | —        |          |          |
| 2015/2016    | MHC Mountfield Martin      | SHL          | 31  | 12            | 12            | 24            | 4             | —             | —  | —        | —        | —        |          |          |
| 2015/2016    | HC Olomouc                 | ČHL          | 15  | 0             | 2             | 2             | 6             | 5             | 0  | 0        | 0        | 0        |          |          |
| 2016/2017    | HC Olomouc                 | ČHL          | 44  | 11            | 15            | 26            | 22            | —             | —  | —        | —        | —        |          |          |
| 2017/2018    | HC Olomouc                 | ČHL          | 41  | 8             | 6             | 14            | 16            | 9             | 0  | 1        | 1        | 4        |          |          |
| 2018/2019    | HC Olomouc                 | ČHL          | 51  | 2             | 7             | 9             | 16            | 7             | 1  | 0        | 1        | 0        |          |          |
| 2019/2020    | HC Olomouc                 | ČHL          | 45  | 5             | 4             | 9             | 30            | —             | —  | —        | —        | —        |          |          |
| 2020/2021    | Vlci Žilina                | 1.SHL        | 24  | 4             | 14            | 18            | 39            | 13            | 4  | 7        | 11       | 29       |          |          |
| 2021/2022    | Vlci Žilina                | 1.SHL        | 32  | 7             | 14            | 21            | 14            | 11            | 0  | 1        | 1        | 8        |          |          |
| Celkem v AHL | Celkem v AHL               | Celkem v AHL | 72  | 1             | 10            | 11            | 30            | —             | —  | —        | —        | —        |          |          |
| Celkem v ČHL | Celkem v ČHL               | Celkem v ČHL | 435 | 82            | 116           | 198           | 234           | 95            | 19 | 16       | 35       | 60       |          |          |

## Reprezentace
| Rok                       | Tým                       | Soutěž                    | Z  | G | A | B | TM |
| ------------------------- | ------------------------- | ------------------------- | -- | - | - | - | -- |
| 2000                      | Slovensko 18              | MS-18                     | 6  | 1 | 1 | 2 | 2  |
| 2002                      | Slovensko 20              | MSJ                       | 7  | 0 | 0 | 0 | 4  |
| 2008                      | Slovensko                 | MS                        | 5  | 0 | 1 | 1 | 4  |
| Juniorská kariéra celkově | Juniorská kariéra celkově | Juniorská kariéra celkově | 13 | 1 | 1 | 2 | 6  |
| Seniorská kariéra celkově | Seniorská kariéra celkově | Seniorská kariéra celkově | 5  | 0 | 1 | 1 | 4  |